# An American Crime
An American Crime è un film drammatico statunitense prodotto nel 2007 e diretto da Tommy O'Haver, basato sull'omicidio di Sylvia Likens.

## Trama
Nel 1965, la sedicenne Sylvia Likens e la sorella quindicenne disabile, Jenny, vengono affidate alle cure di una donna povera di nome Gertrude Baniszewks, una loro conoscente tramite la chiesa; i genitori di Sylvia e Jenny lavorano nel settore del circo e devono partire per un tour, ragion per cui chiedono a Gertrude di prendere in custodia le figlie sotto compenso di 20 dollari a settimana. La situazione precipita quando il pagamento non arriva: Gertrude si infuria e frusta le sorelle Likens con una cintura. Successivamente arriva la busta dei soldi con una lettera per le ragazze, ma la donna non dice nulla loro.
Gertrude ha numerosi, giovani figli; una di loro, Paula, rimane incinta e Sylvia informa di ciò il ragazzo di Paula. Gertrude intima Sylvia a scusarsi per "aver detto bugie", dopodiché incita Paula e un altro dei suoi figli, Johnny, a picchiare la ragazza finché lei non obbedisce. Successivamente, Jenny scopre la lettera dei genitori nella spazzatura e Sylvia telefona loro, ma viene vista dai ragazzi Baniszewks; Gertrude accusa Sylvia di averle rubato i soldi per la chiamata, quindi la punisce bruciandola con una sigaretta. In seguito Gertrude accusa Sylvia anche di aver flirtato con il padre di uno dei suoi figli, abusa sessualmente della ragazza e ordina al ragazzo di Johnny e Stephanie (un'altra delle sue figlie) di spingere Sylvia giù per le scale del seminterrato, dove viene rinchiusa.
Gertrude dice ai suoi figli di mentire sul fatto che Sylvia sia stata mandata in riformatorio. Johnny, con l'approvazione della madre, inizia a invitare regolarmente dei ragazzi del vicinato nel seminterrato per abusare di Sylvia. Paula, provando rimorso, prova a convincere la madre a cessare i maltrattamenti, ma Gertrude rifiuta e le ricorda che anche lei è coinvolta nella faccenda. Un giorno si presenta il reverendo, facendo evincere che Paula ha confessato la sua gravidanza e i supplizi subiti da Sylvia, ma Gertrude lo manda via dicendogli che Sylvia non si trova più lì. Subito dopo, porta tutti i suoi figli nel seminterrato e mostra loro mentre marchia la ragazza sullo stomaco con un ago riscaldato, incidendole nella pelle una frase oscena.
Quella notte, Paula aiuta Sylvia a scappare e impedisce a Gertrude di fermarla. Un ragazzo accompagna Sylvia dai suoi genitori e questi ultimi restano inorriditi dalle sue condizioni; su richiesta di Sylvia, tornano alla casa dei Baniszewksi per assicurarsi che Jenny stia bene. Una volta entrata nell'abitazione, Sylvia realizza tuttavia che la fuga è stata frutto di un'allucinazione, dal momento che lei sta morendo a causa delle torture subite. Non appena Sylvia muore, Gertrude dichiara di non avere nulla a che fare con l'accaduto.
La polizia arriva e Jenny accetta di testimoniare in tribunale contro Gertrude. Quest'ultima prova a scaricare la colpa della morte di Sylvia sui figli e i loro amici, ma viene condannata all'ergastolo per omicidio di primo grado. Mentre si trova in cella, la donna vede brevemente il fantasma di Sylvia, la quale racconta il destino degli altri suoi assassini.

## Produzione
Le riprese principali si sono svolte nel 2006. La maggior parte del cast era completamente all'oscuro del vero caso di cronaca fino a quando non ha letto la sceneggiatura, che era basata in principalmente sulle trascrizioni del tribunale effettive del caso. Catherine Keener inizialmente aveva rifiutato il ruolo di Gertrude Baniszewski; tuttavia, essendo rimasta colpita dalla storia, ha incontrato il regista Tommy O'Haver e ha accettato di fare il film.  Elliot Page è stata l'unica scelta per interpretare Sylvia Likens.